# Persona 3: Dancing in Moonlight
Persona 3: Dancing in Moonlight (intitulé Persona 3: Dancing Moon Night au Japon) est un jeu vidéo de rythme développé et édité par Atlus, sorti sur PlayStation 4 et PlayStation Vita en mai 2018 au Japon. Le jeu est un spin-off de Persona 3 et est compatible avec le PlayStation VR.

## Système de jeu
Persona 3: Dancing in Moonlight est un jeu de rythme.

## Promotion et commercialisation
Le jeu est annoncé en août 2017 par Atlus, en même temps que Persona 5: Dancing in Starlight (lui-même est également un jeu de rythme, dérivé de Persona 5), dont la sortie est alors uniquement prévue au Japon. Dès lors, Atlus promouvra toujours les deux jeux ensembles, en publiant de nombreuses captures d'écran et dévoilant les personnages jouables,,. Le jeu sort au Japon le 24 mai 2018.
Par la suite, Atlus annonce d'abord une sortie en Occident de Persona 3 et Persona 5 pour le début de l'année 2019. Si entre-temps, le jeu est présenté lors de la gamescom 2018, ce n'est qu'en août 2018 que l'éditeur annonce un rapprochement de l’échéance, laquelle est avancée au 4 décembre 2018.